# Venson Hamilton
Shad Venson Hamilton (Forest City, 11 agosto 1977) è un ex cestista statunitense con cittadinanza spagnola, professionista in Europa e in Africa.

## Carriera
Dopo avere terminato gli studi, prima alla East Rutherford High School e poi alla University of Nebraska, Hamilton si dichiara eleggibile per il draft NBA 1999 venendo chiamato dagli Houston Rockets con la 50ª scelta. Tuttavia il giocatore non esordì in NBA in quanto non trovò spazio, così nel dicembre 1999 firmò un contratto con Napoli, all'epoca in serie A2. Con la squadra partenopea gioca 20 partite di campionato con medie pari a 15,5 punti e 12,5 rimbalzi a gara, giocando poi anche due gare di play-off.
Nel novembre del 2000 accetta l'offerta dei polacchi del Prokom Sopot ma il rapporto col club s'interrompe a gennaio, giusto il tempo di giocare 5 incontri. Un mese più tardi si accasa a Ragusa, compagine italiana di serie A2, dove termina la stagione. Rimane nella seconda serie italiana (nel frattempo ribattezzata Legadue) trasferendosi al neopromosso Basket Club Ferrara, contribuendo alla qualificazione per i play-off con 11,6 punti segnati e 8,9 rimbalzi catturati di media.
Vola in Spagna nel 2002 con l'ingaggio da parte del Tenerife, chiudendo poi l'annata con il secondo posto finale in Liga LEB, seconda serie spagnola. Nell'estate successiva si accasa al Bilbao, restando in categoria: con la squadra basca conquista a fine stagione la promozione nel massimo campionato spagnolo, ovvero la Liga ACB. Il suo apporto convince la dirigenza dello Joventut Badalona, che lo ingaggia con un contratto annuale: qui inizialmente non parte titolare, ma coglie l'opportunità a seguito dell'infortunio occorso al compagno Jamie Arnold.
Durante questo periodo è anche protagonista di un caso burocratico. A causa di un tetto massimo di giocatori extracomunitari non era originariamente schierato dal Badalona anche in ULEB Cup: tuttavia un tribunale spagnolo sentenziò che Hamilton, sposato nel 2003 con una cittadina spagnola, possedeva i diritti di un cittadino dell'Unione europea potendo così essere impiegato da comunitario.

Scaduto il contratto col Badalona, il giocatore si legò al Real Madrid, squadra in cui rimase fino al 2009 partecipando anche all'Eurolega, massima competizione continentale.
Nel gennaio 2011 fa un provino coi greci dell'Ikaros Esperos, ma sarà il Gran Canaria a firmarlo due mesi dopo. Dopo essersi ritirato dall'attività ritorna nel 2014 con una piccola esperienza nella squadra kosovara del KB Besa e nel mese di marzo firma per la squadra marocchina del Reinassance de Berkane.

## Palmarès
- Campione NIT (1996)
- Campionato spagnolo: 1

Real Madrid: 2006-07
- Copa Príncipe de Asturias: 1

Tenerife: 2003
- ULEB Cup: 1

Real Madrid: 2006-07